# Spaarndam
Spaarndam is een dubbeldorp in de provincie Noord-Holland dat bestaat uit Spaarndam-West (officieel geheten: Spaarndam gem. Haarlem), gelegen in de gemeente Haarlem en Spaarndam-Oost (officieel kortweg: Spaarndam), gelegen in de gemeente Haarlemmermeer. De grens ligt bij de Grote Sluis aan het Noorder Buiten Spaarne.

## Geschiedenis
Spaarndam ontstond rond een dam bij de monding van het Spaarne in het IJ, die Graaf Floris V van Holland hier in 1285 liet aanleggen. Vanaf 1280 bevinden zich sluizen in de dam, de Kolksluis betreft de oudste sluis. Lees meer over de sluizen op: Sluizen in Spaarndam.
Het plaatsje leefde van de tol bij de dam in het Spaarne, en vooral ook van de visserij. Het Ambacht Spaarndam lag ten zuiden van de Velserban, en had een oppervlakte ongeveer 265 morgen (= circa 225 hectare). Van 1812 tot 1927 was Spaarndam een gemeente. Deze ging in 1927 op in de gemeente Haarlem. Spaarndam-Oost is in de tweede helft van de 20e eeuw gebouwd in de gemeente Haarlemmerliede en Spaarnwoude. Deze ging in 2019 op in de gemeente Haarlemmermeer. Spaarndam is een forensenplaatsje geworden met enig toerisme. In Spaarndam bevindt zich een palingrokerij. Spaarndam-Oost heeft de meeste inwoners.
Het gedeelte op de linkeroever van het Spaarne (Spaarndam-West) is het oudste: hier bevindt zich de Kolksluis uit de 13e eeuw. In de zomer van 2009 is deze sluis tijdens de verbouwing van de Grote Sluis weer in gebruik genomen onder auspiciën van Hoogheemraadschap Rijnland, maar bediend door vrijwilligers. Hiermee is dit de oudste nog dienstdoende schutsluis van Europa.
Aan een pleintje onder de IJdijk staat de hervormde Oude Kerk, herbouwd in 1627 na een hevige storm. Naast de kerk bevindt zich een ouderwets kerkhofje. Aan deze kant van de dijk lopen smalle wandelpaadjes langs de huizen. Spaarndam was een van de eerste beschermde dorpsgezichten in Nederland.
Even buiten het dorp bevinden zich twee forten, die deel uitmaken van de Stelling van Amsterdam: het Fort Benoorden Spaarndam en het Fort Bezuiden Spaarndam. Bij het laatste fort staat ook het Gemaal Spaarndam voor de afwatering van het Rijnlandboezem. Vlak bij Spaarndam-Oost staat de windmolen De Slokop, die vanaf Spaarndam-West goed te zien is.
De voortdurende strijd tegen het water wordt gesymboliseerd door het beeldje van De held van Haarlem (Hansje Brinker) op de IJdijk. Hansje was een figuur uit een Amerikaans boek, die het land behoedde voor overstroming door zijn vinger in een gat in de dijk te steken. Het beeldje is door de plaatselijke VVV geplaatst. Hansje heeft ook in Harlingen een beeldje.

## Bekende inwoners

### Geboren in Spaarndam
- Frederik Willem Conrad, waterbouwkundige en spoorwegpionier, op 15 februari 1800
- Kees Pruis, cabaretier en volkszanger, op 7 maart 1889
- Simon Kuipers, schaatser, op 9 augustus 1982
- Femke van der Meij, atlete, op 20 mei 1985

### Getrouwd in Spaarndam
- Frans Hals, kunstschilder, op 12 februari 1617, met Lysbeth Reyniers.

### Gestorven in Spaarndam
- Nicolaus Cruquius, waterbouwkundige en dijkgraaf, op 5 februari 1754, grafsteen te bezichtigen in de Oude Kerk.

## Onderwijs
Spaarndam heeft twee basisscholen, de Spaarneschool en de Sint-Adalbertusschool.

## Sport
Spaarndam heeft verenigingen voor tennis, hockey, schaatsen en de omnivereniging SV Spaarnwoude voor voetbal, softbal en klaverjassen.

## Fotogalerij

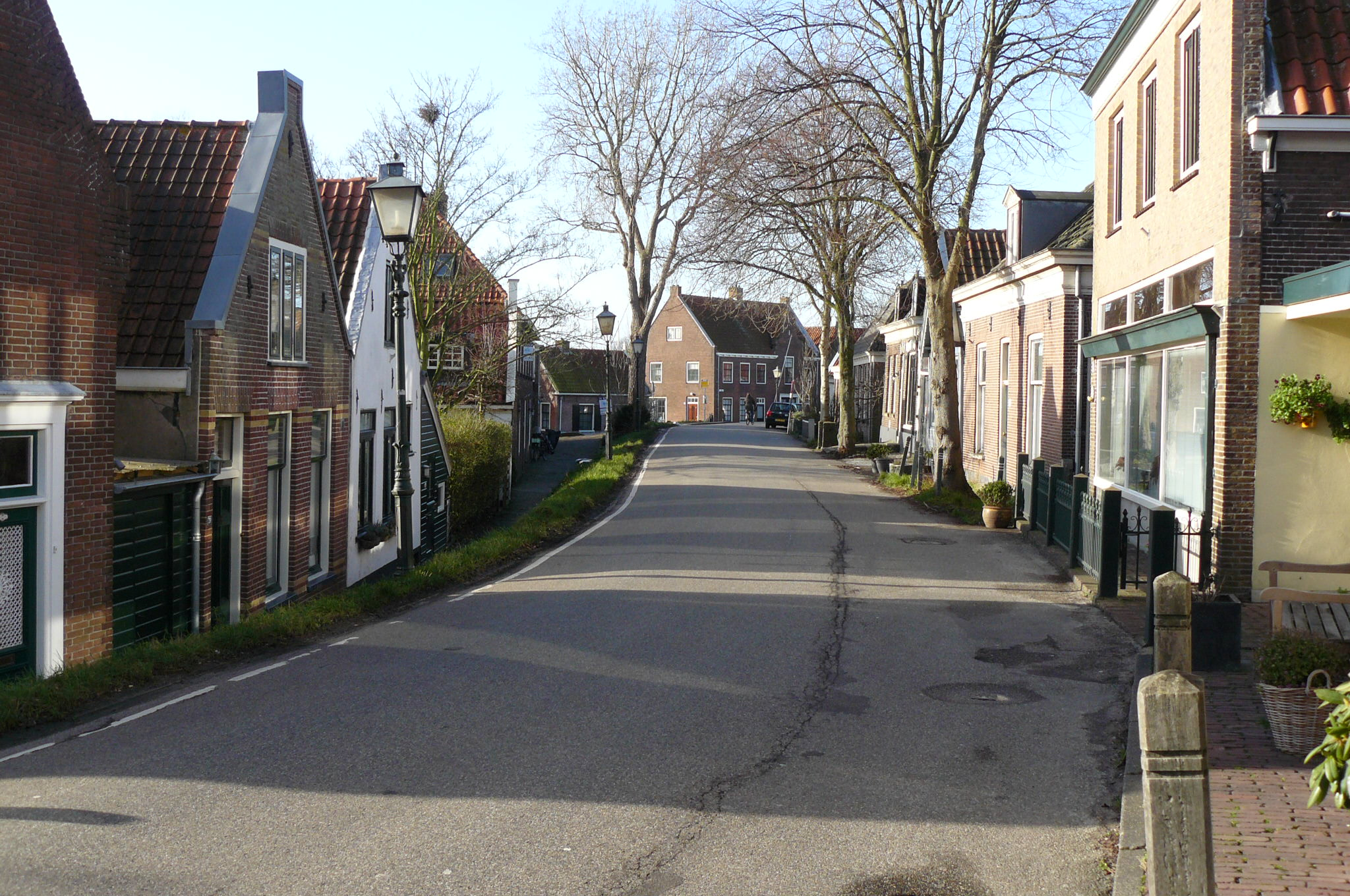
De IJdijk
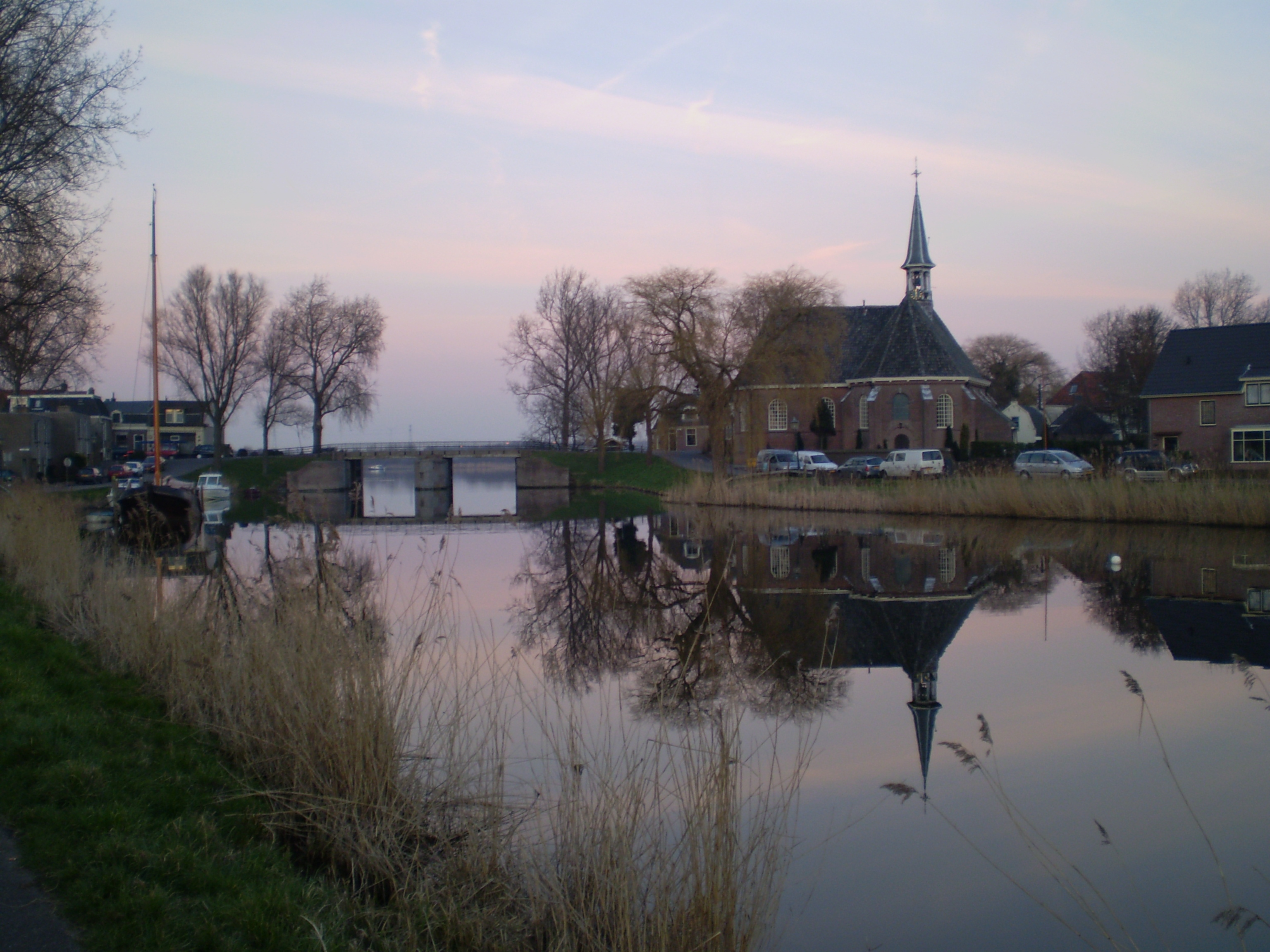
Oude Kerk met links het boezemkanaal naar het Gemaal Spaarndam.
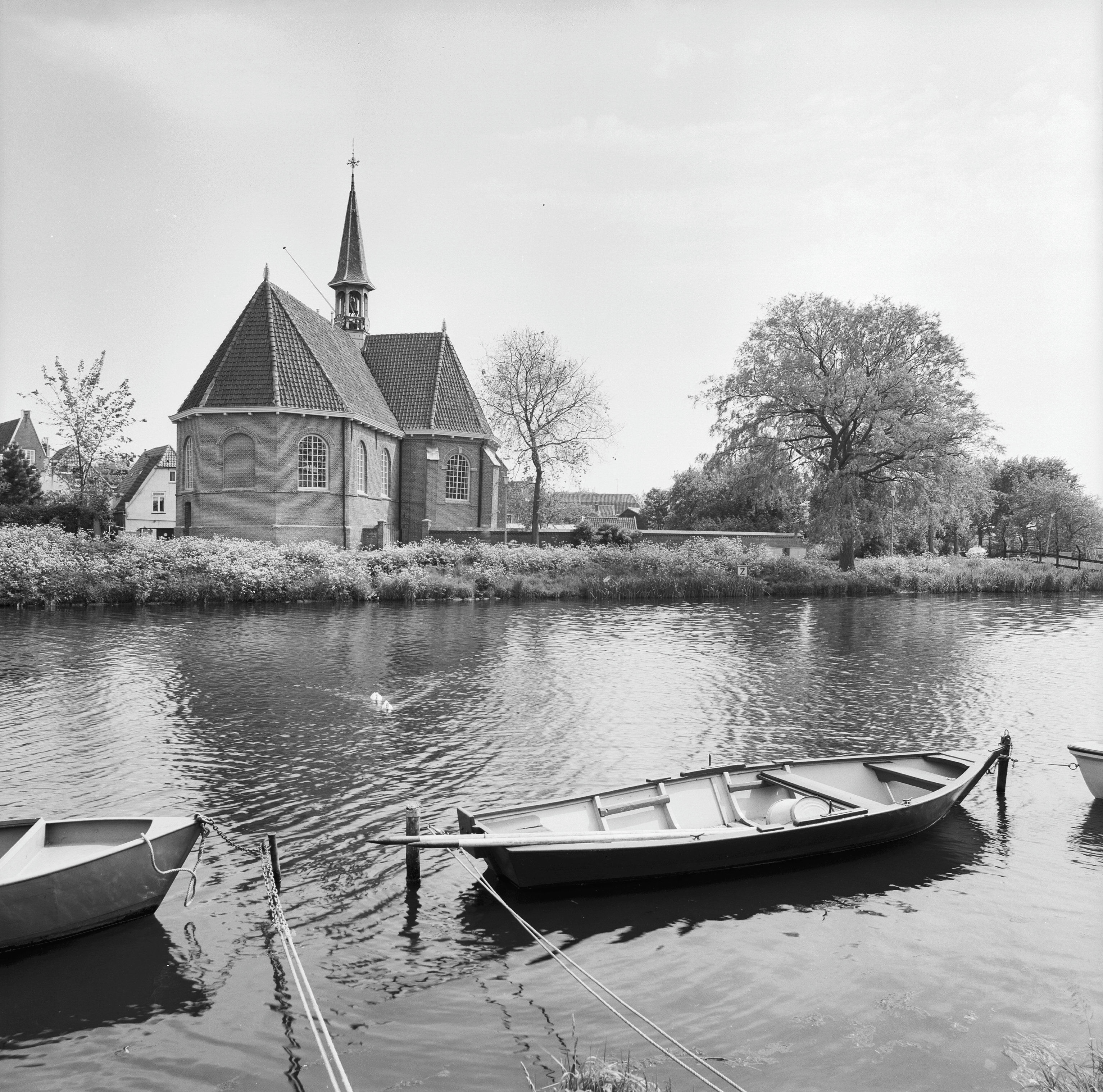
De Nederlands Hervormde Kerk te Spaarndam gezien van uit het noordwesten; 1983.
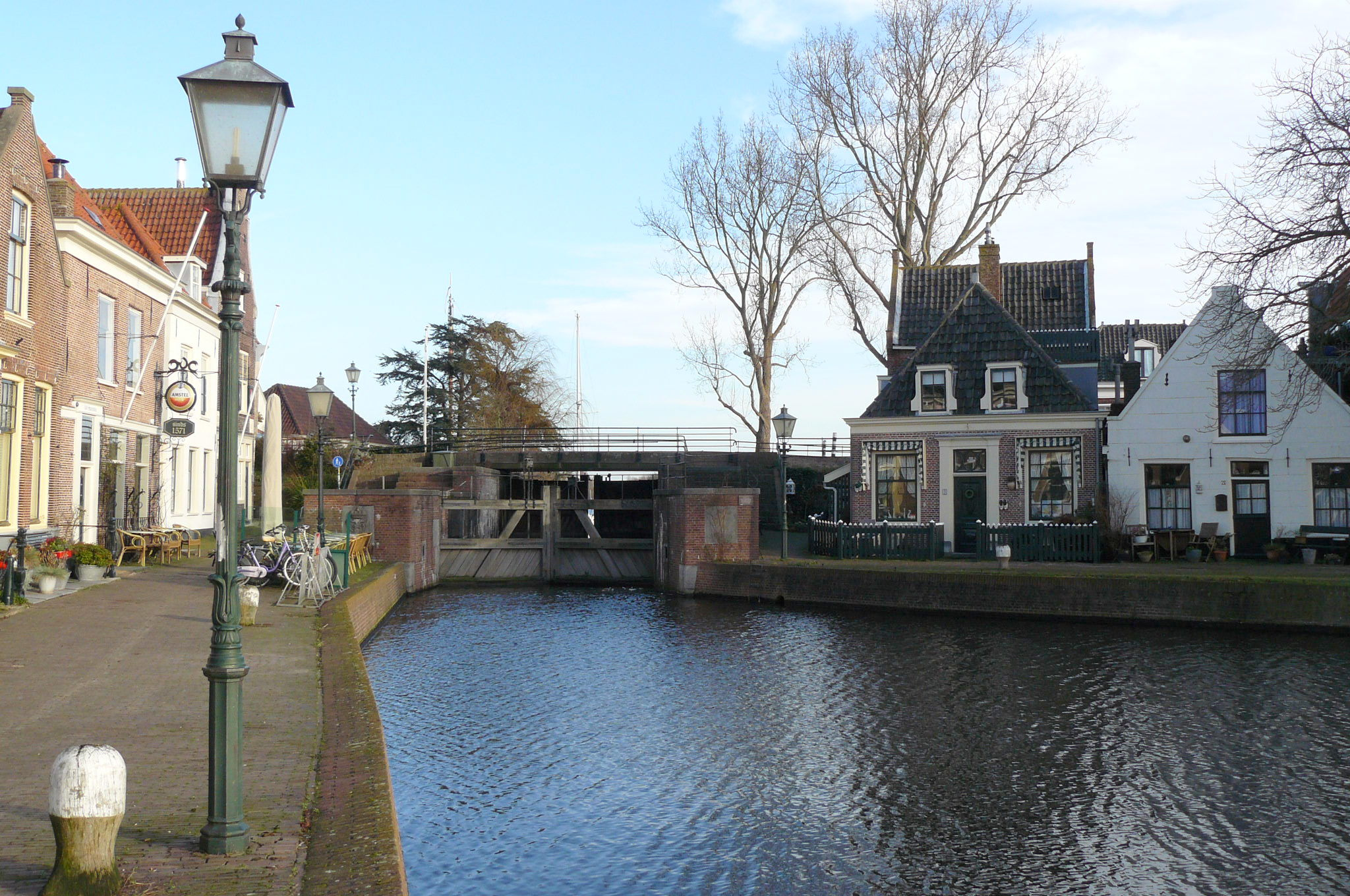
Kolksluis Spaarndam met de sluis naar het IJ.
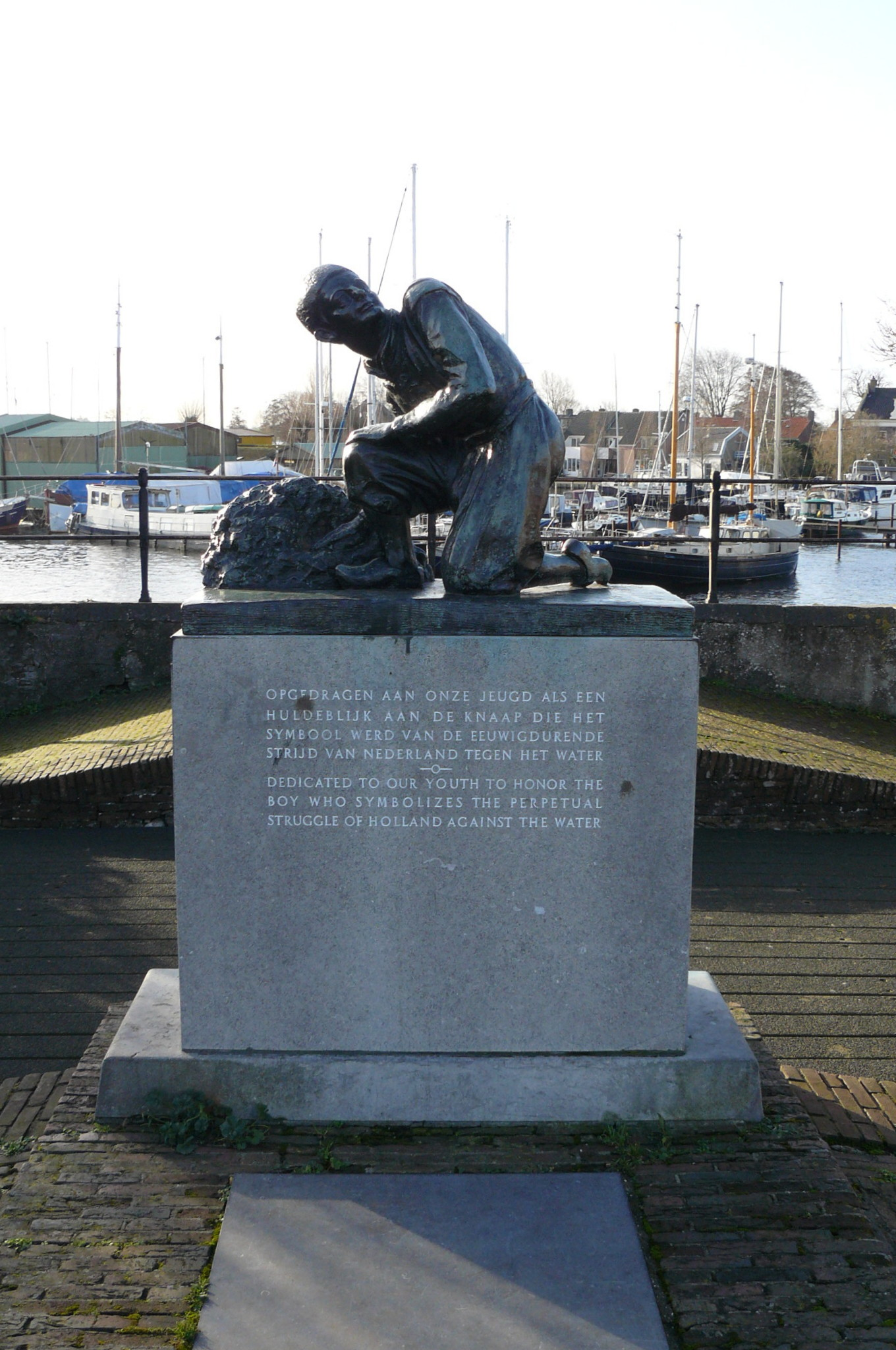
Beeld van Hansje Brinker op de Woerdersluis.
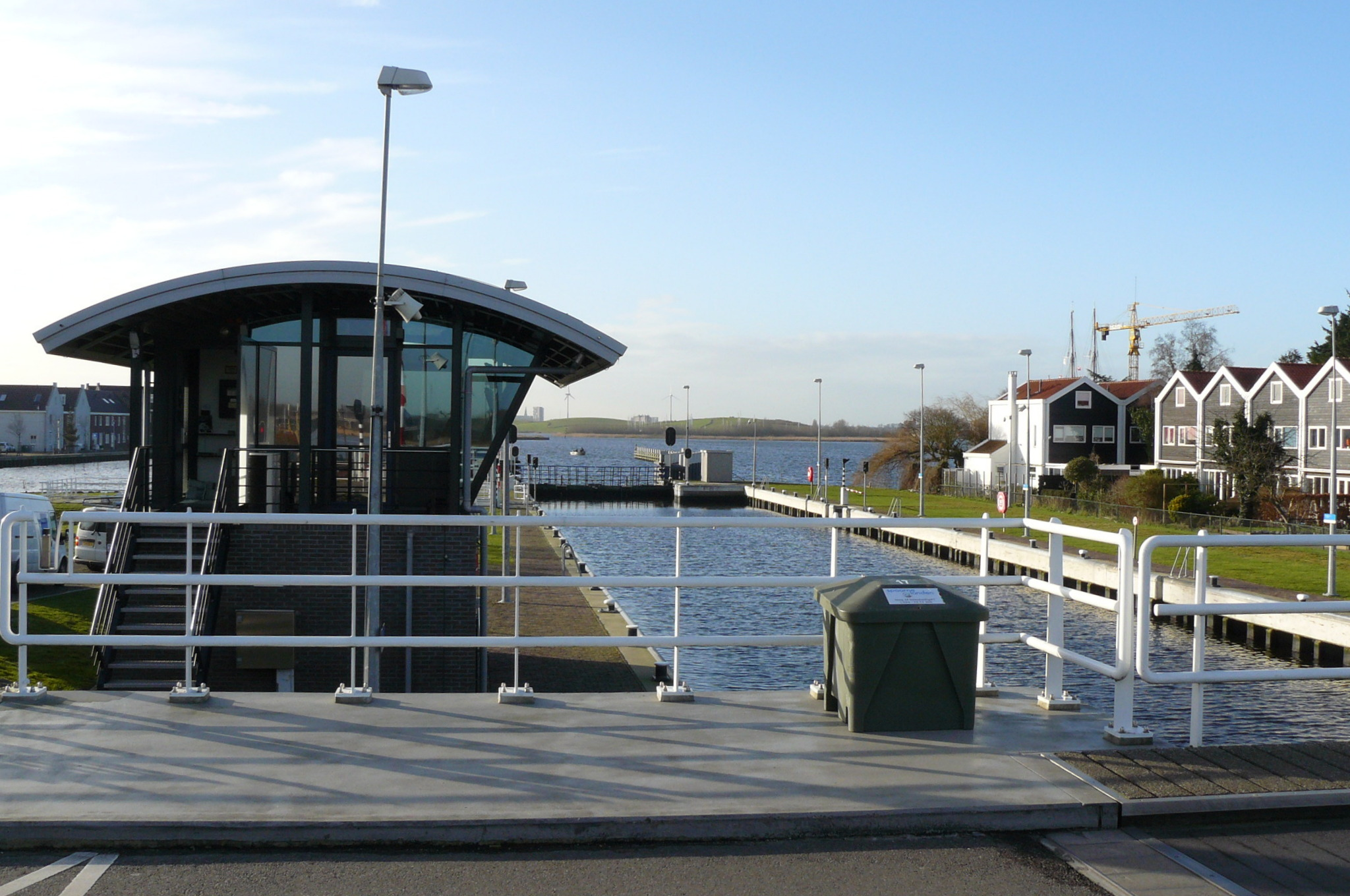
De Grote sluis.
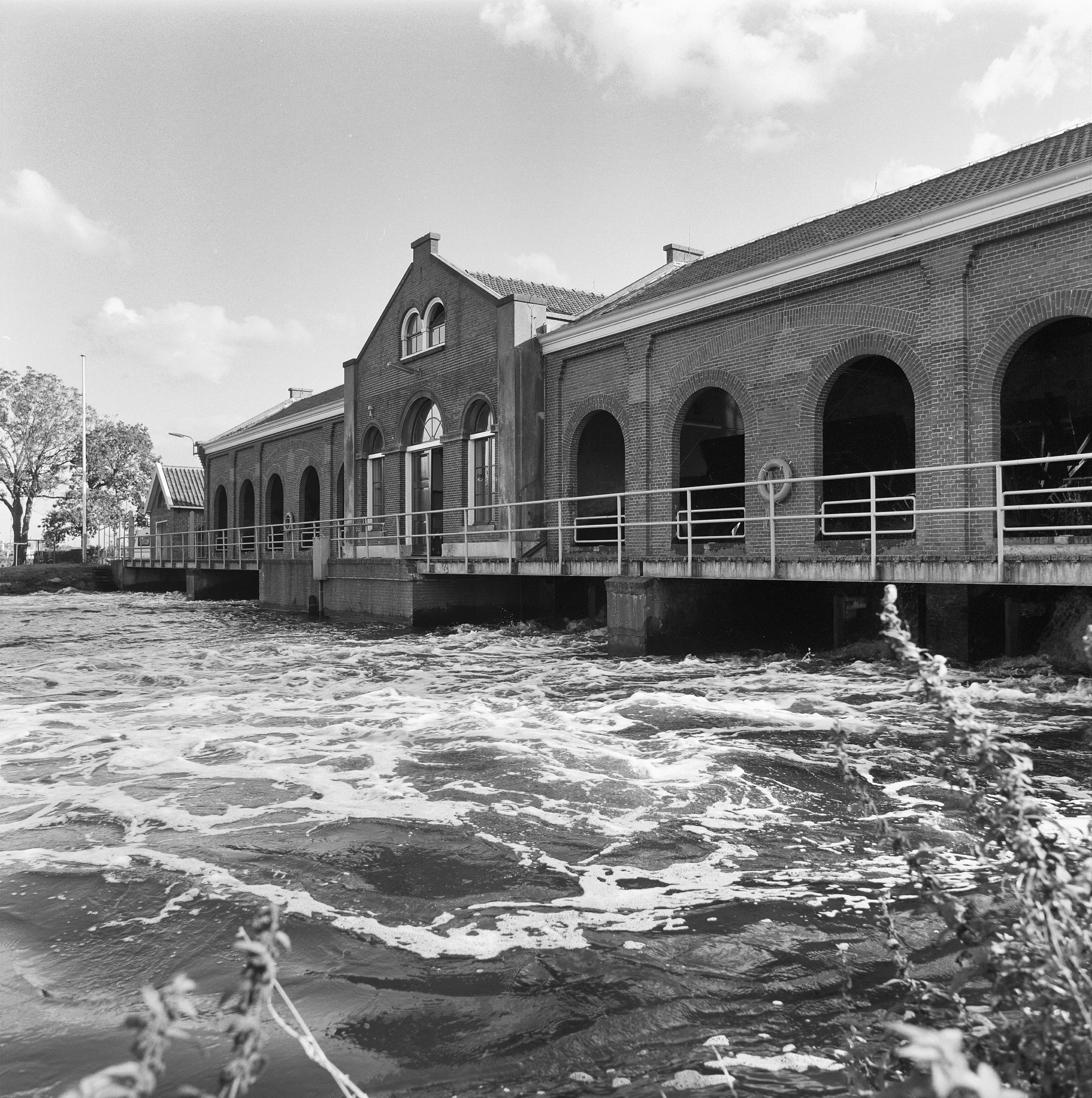
Boezemgemaal Spaarndam
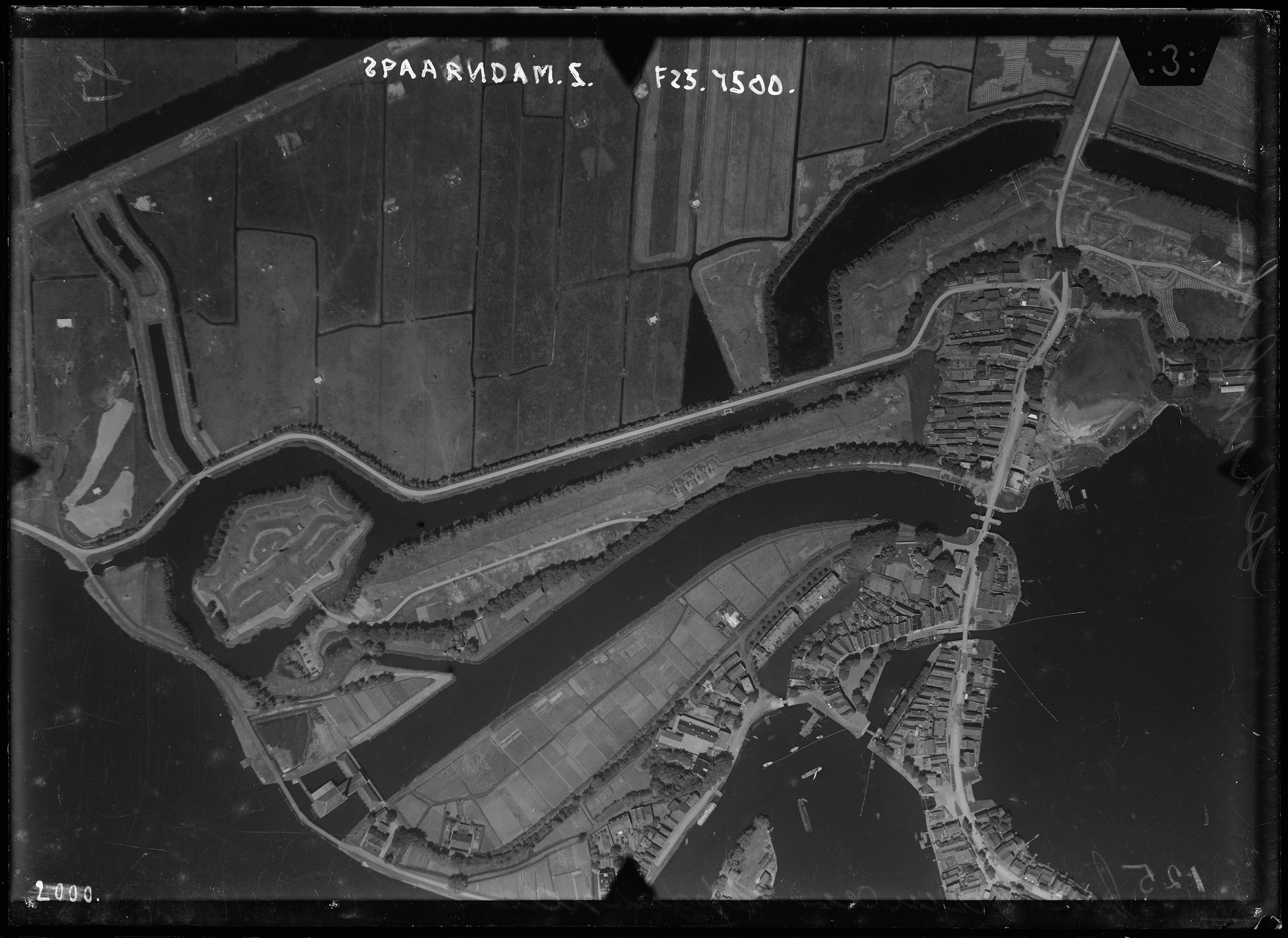
Luchtfoto van Spaarndam (west is boven). Links is het Fort Bezuiden Spaarndam, daaronder het Boezemgemaal Spaarndam en het boezemkanaal. Rechts de dam met de Sluizen in Spaarndam; circa 1930.
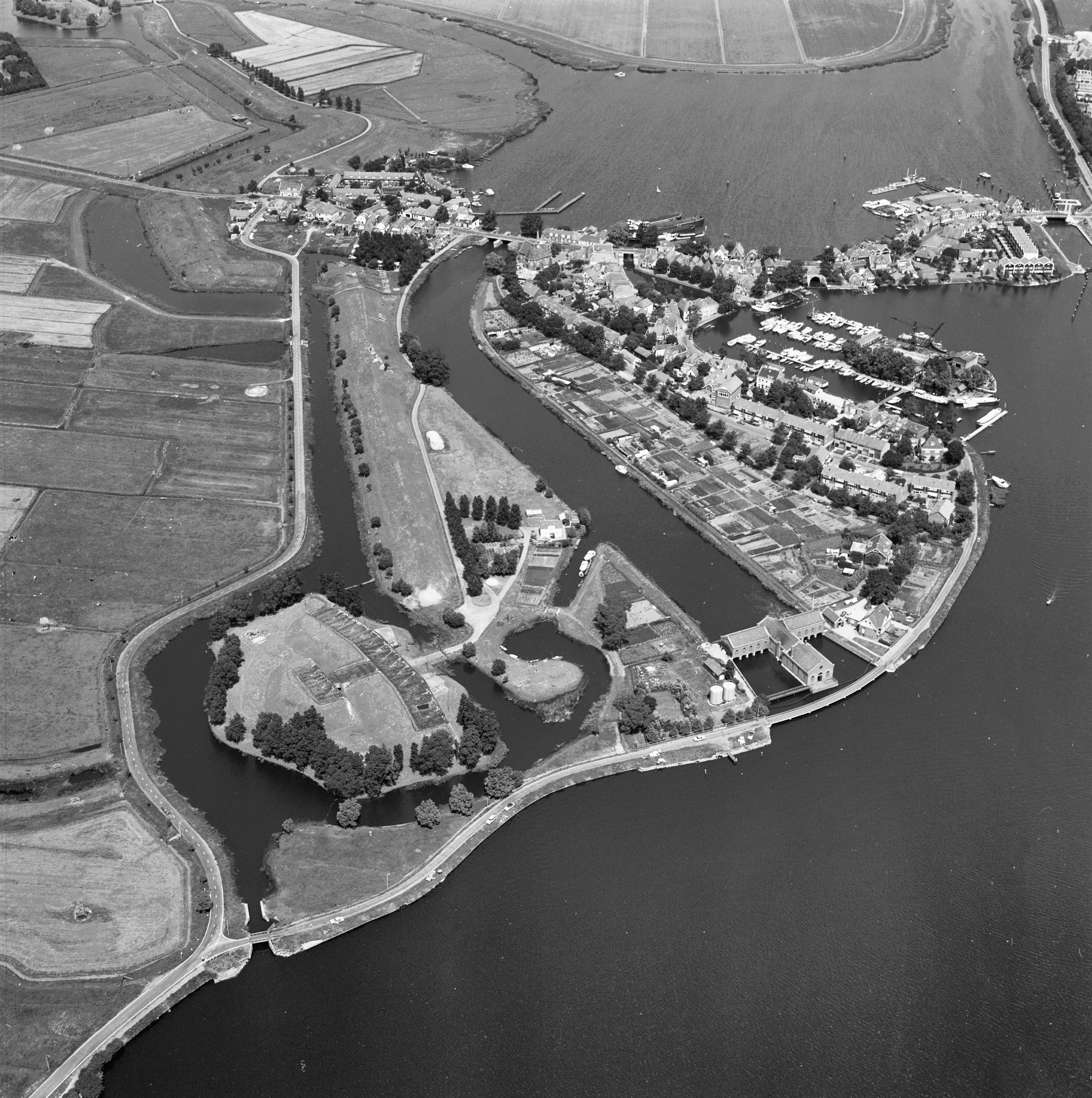
Luchtfoto van Spaarndam gezien vanuit het zuiden. Op de voorgrond Fort Bezuiden Spaarndam, het Boezemgemaal Spaarndam en het boezemkanaal, op de achtergrond de dam met de sluizen; 1977.
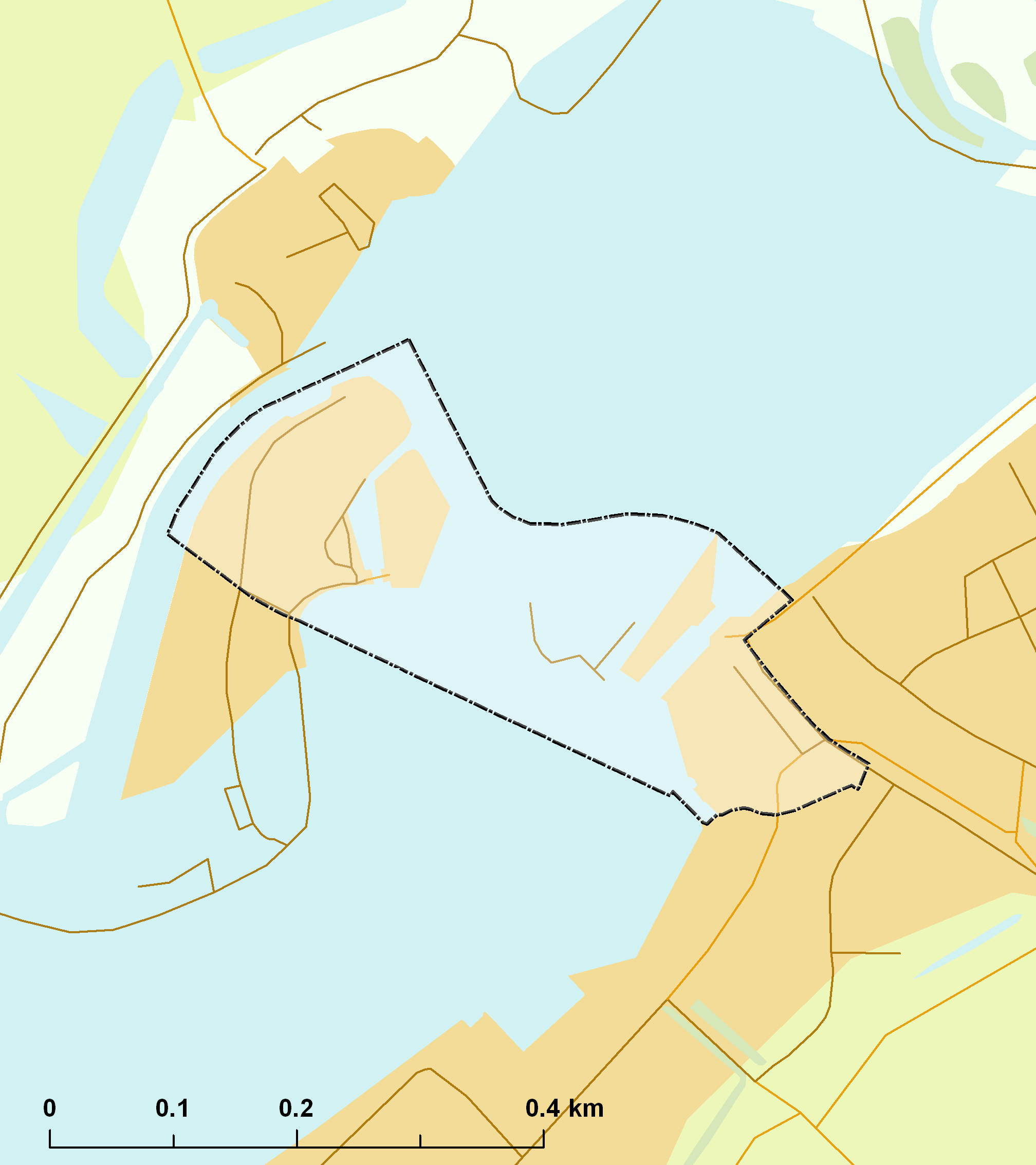
Kaart van Rijksbeschermd dorpsgezicht Spaarndam,